# بلنوس ماريا
بُلْنُوس ماريا (الاسم العلمي:Blanus mariae) هو نوع من الزواحف يتبع جنس البُلْنُوس من الفصيلة البُلْنُوسية.